# 2. hokejová liga SR 2010/2011
Sezóna 2010/2011 byla 18. ročníkem 2. slovenské hokejové ligy. Vítězem se stal tým HK Púchov, který úspěšně postoupil do 1. hokejové ligy. Z 1. ligy sestoupil tým HK Brezno.

## Systém soutěže
Soutěž byla rozdělena do tři skupin (západ, střed a východ). Celkem se jich zúčastnilo 15 týmů, tři skupiny po pěti týmech. Ve všech skupinách se hrálo 2x venku a doma. Bodový systém v soutěži se nezměnil, za výhru se získalo tři body, za výhru v prodloužení získal klub dva body, za prohru v prodloužení jeden bod a za prohru nezískal klub žádný bod. První dva týmy z každé skupiny postoupili do finálové části o postup. Nejlepší tým postoupil přímo do 1. ligy. Ze soutěže se nesestupovalo.

## Skupina západ

### Základní část
|  | Postupující do skupiny o postup |

| Poř. | Tým                       | Z  | B  | V  | VP | PP | P  | Skóre  | +/− |
| ---- | ------------------------- | -- | -- | -- | -- | -- | -- | ------ | --- |
| 1    | HK 96 Nitra               | 16 | 42 | 12 | 3  | 0  | 1  | 92:56  | +36 |
| 2    | AHK MI Ružinov Bratislava | 16 | 41 | 13 | 0  | 2  | 1  | 105:42 | +63 |
| 3    | HK Levice                 | 16 | 23 | 7  | 1  | 0  | 8  | 89:86  | +3  |
| 4    | HK Lokomotíva Nové Zámky  | 16 | 10 | 3  | 0  | 1  | 12 | 55:89  | –34 |
| 5    | MHK Šaľa                  | 16 | 4  | 1  | 0  | 1  | 14 | 66:134 | –68 |

### Skupina střed
|  | Postupující do skupiny o postup |

| Poř. | Tým                           | Z  | B  | V  | VP | PP | P  | Skóre  | +/–  |
| ---- | ----------------------------- | -- | -- | -- | -- | -- | -- | ------ | ---- |
| 1    | HK Púchov                     | 16 | 42 | 14 | 0  | 0  | 2  | 117:48 | +69  |
| 2    | HK TJ Iskra Partizánske       | 16 | 30 | 10 | 0  | 0  | 6  | 90:76  | +14  |
| 3    | MHK Dubnica nad Váhom         | 16 | 24 | 8  | 0  | 0  | 8  | 91:76  | +15  |
| 4    | MšHK Prievidza                | 16 | 24 | 8  | 0  | 0  | 8  | 98:73  | +25  |
| 5    | HK Medokýš Turčianske Teplice | 16 | 0  | 0  | 0  | 0  | 16 | 49:172 | -123 |

### Skupina východ
|  | Postupující do skupiny o postup |

| Poř. | Tým                 | Z  | B  | V  | VP | PP | P  | Skóre  | +/– |
| ---- | ------------------- | -- | -- | -- | -- | -- | -- | ------ | --- |
| 1    | MHK Ružomberok      | 16 | 33 | 11 | 0  | 0  | 5  | 88:58  | +30 |
| 2    | HKM Rimavská Sobota | 16 | 33 | 11 | 0  | 0  | 5  | 85:59  | +26 |
| 3    | HK Slovan Gelnica   | 16 | 26 | 8  | 1  | 0  | 7  | 78:56  | +22 |
| 4    | MHK Sabinov         | 16 | 18 | 6  | 0  | 0  | 10 | 66:77  | –11 |
| 5    | HKm Humenné         | 16 | 10 | 3  | 0  | 1  | 12 | 59:126 | –67 |

## Nadstavba o postup
|  | Vítěz |

| Poř. | Tým                       | Z | B  | V | VP | PP | P | Skóre | +/– | BB |
| ---- | ------------------------- | - | -- | - | -- | -- | - | ----- | --- | -- |
| 1    | HK Púchov                 | 8 | 24 | 7 | 0  | 0  | 1 | 42:19 | +23 | 3  |
| 2    | AHK MI Ružinov Bratislava | 8 | 16 | 4 | 1  | 1  | 2 | 47:38 | +9  | 1  |
| 3    | HK TJ Iskra Partizánske   | 8 | 15 | 4 | 1  | 0  | 3 | 40:40 | 0   | 1  |
| 4    | HK 96 Nitra               | 8 | 12 | 3 | 0  | 0  | 5 | 26:33 | –7  | 3  |
| 5    | MHK Ružomberok            | 8 | 12 | 3 | 0  | 0  | 5 | 37:48 | –11 | 3  |
| 6    | HKM Rimavská Sobota       | 8 | 5  | 1 | 0  | 1  | 6 | 24:38 | –14 | 1  |